# Ferdinand Zikmund Sak z Bohuňovic
Ferdinand Zikmund Sak z Bohuňovic († 28. prosince 1655 Brno) byl moravský šlechtic, který se jako brněnský krajský hejtman významně podílel na obraně Brna při jeho obléhání Švédy roku 1645.
Za své zásluhy byl jmenován moravským nejvyšším zemským písařem. Vlastnil statky Líšeň, Sokolnice a Hluchov.
V minulosti byla po něm pojmenovaná původně slepá ulice, která se nacházela na nároží dnešní Masarykovy a Nádražní v místě dnešního domu Masarykova 41.
- 1867 – Sackgasse, též Sakgasse (Slepá ulička, též Sakova)
- 1900 – Sackgasse (Slepá)
- 1911 – ulice zanikla, název zrušen